# گودایسان
گودایسان (به لاتین: Godaesan) یک کوه در کره جنوبی است که در کره جنوبی واقع شده‌است. گودایسان ۸۳۲ متر بالاتر از سطح دریا واقع شده‌است.